# Terezín
Terezín (en alemán Theresienstadt) es una población de la República Checa, especialmente conocida por el campo de concentración instalado allí durante la Segunda Guerra Mundial, que llevaba como nombre alemán el de Campo de concentración de Theresienstadt. Su nombre se debe a la emperatriz María Teresa de Austria.

## Historia
Terezín fue fundada en el siglo XVIII con el nombre de Theresienstadt al crearse una fortificación entre los ríos Elba y Ohre por los Habsburgo. Alrededor surgió un núcleo urbano.
El recinto está compuesto por la ciudad amurallada de Terezin, y una pequeña fortaleza a escasos metros de la ciudad, de construcción similar, que sirvió de cuartel militar y cárcel, tanto antes por los checos como durante la Segunda Guerra Mundial por parte de la Gestapo. Ambos estaban conectados por túneles subterráneos. A menudo se confunde la cárcel con el propio campo. 
En el año de 1914 y tras ser condenado a 20 años de prisión, fue recluido en la fortaleza de Terezín Gavrilo Princip, responsable de los ataques del Atentado de Sarajevo, donde perdió la vida el archiduque Francisco Fernando y su esposa la condesa Sofía. Atentado al que se le atribuye ser el detonante de la Primera Guerra Mundial. Princip pasó en la fortaleza 4 años, durante los cuales su salud se vio bastante debilitada llegando a pesar tan solo 40kg, además perdió un brazo por amputación luego de tener una seria infección de una herida. Murió en el año de 1918 cumpliendo su condena.
Durante la Segunda Guerra Mundial la ciudad amurallada fue usada como ghetto judío y posteriormente sirvió para el ejército nazi como campo de concentración. La ciudad nunca tuvo la función de campo de exterminio, pero sirvió de prisión temporal para muchos que sí fueron enviados a otros campos para ser ejecutados. Dada la habitabilidad de la ciudad antes de la contienda, y que los primeros exiliados fueron artistas e intelectuales, el gobierno nazi la usó como propaganda sobre el buen trato y alto nivel de vida que se proporcionaba a los judíos en los guetos, llegando a engañar a un equipo de inspectores internacionales e incluso filmando documentales preparados, cuando en realidad las condiciones de vida de las personas obligadas a vivir allí eran deplorables. Al sur de la ciudad se encuentra un edificio con cuatro hornos crematorios, que hacia el final de la contienda no daban abasto para deshacerse de los fallecidos.
Más de 150.000 judíos fueron trasladados al ghetto, de los que murieron aproximadamente 33.000 en Terezín y otros 88.000 fueron deportados a campos de exterminio. Al final de la guerra había 17.247 supervivientes.
Durante una fiesta celebrada para generales alemanes y sus familias en la cárcel de la fortaleza, los prisioneros quedaron libres de vigilancia la noche del 5 de diciembre de 1944. Cuatro personas intentaron escapar pero solo una persona lo consiguió, usando una escalera. Anteriormente se creía que utilizó una cornisa destruida posteriormente, pero se ha demostrado que lleva destruida desde el siglo XIX.

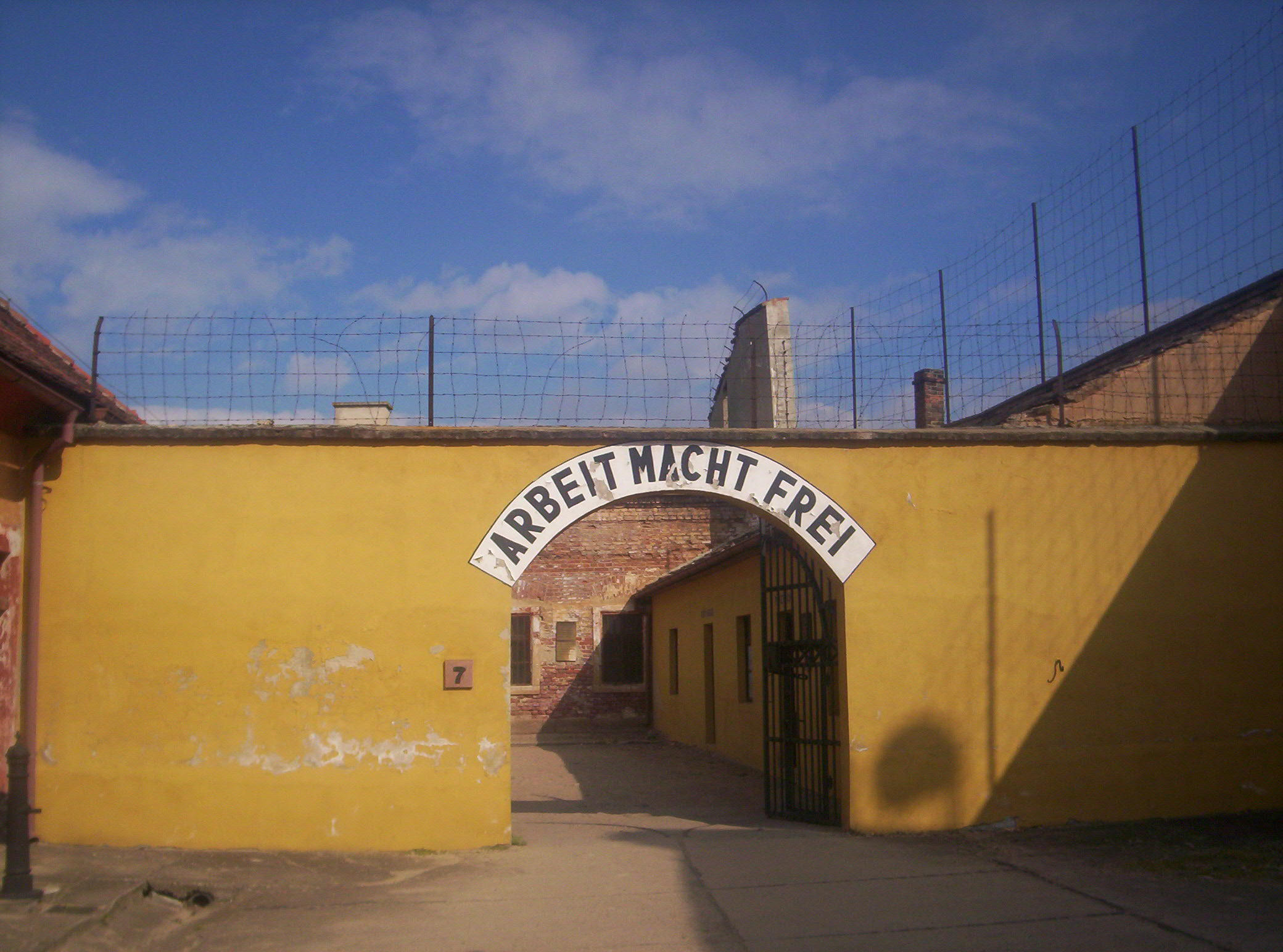
Entrada al patio principal del Gueto de Theresienstadt, cárcel de la Gestapo.

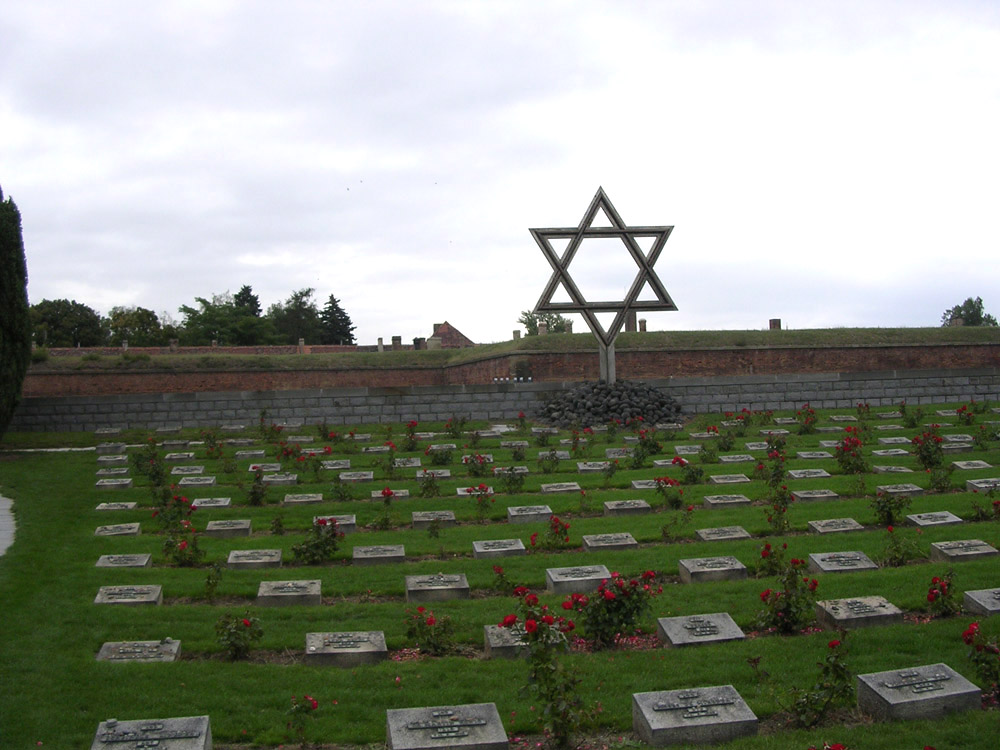
Cementerio.

Tras la guerra la fortaleza se destinó a usos militares hasta que fue abandonada en 1996. Hoy en día está abierta para el público como muestra del holocausto. Anexo a la fortaleza hay un gran cementerio donde algunos cadáveres no pudieron ser identificados. Mientras, el pueblo ha sufrido un descenso en su actividad económica debido al abandono militar. Actualmente existen varios museos en la ciudad y la fortaleza donde se explica la historia del campo y las personas que allí vivían, incluyendo artículos de la época y reconstrucciones.
En Terezín se pueden observar también distintos túneles subterráneos, construidos por los alemanes bajo el suelo de la fortaleza.
Petr Ginz pasó por el campo de concentración. Es autor de Diario de Praga, que recoge sus anotaciones personales antes y durante su paso por Terezín.

## Música relacionada
- En 2006, la mezzosoprano sueca Anne Sofie von Otter grabó un CD con las canciones creadas por los artistas exterminados en el campo.
- Silvio Rodríguez compuso una canción titulada Terezín «dedicada a los niños judíos asesinados en ese campo de concentración nazi» que forma parte del álbum Érase que se era.
- En 2021 Jocelyn Pook lanza el álbum Drawing Life: Remembering Terezin, en conmemoración de los 15.000 niños internados en el campo de concentración, establecido hace 80 años en 1941. Con las cantantes Melanie Pappenheim y Lorin Sklamberg, Drawing Life: Remembering Terezin se inspiró en los dibujos y obras de arte de los niños internados en el campo de concentración de Terezín. Estas obras aparecieron en la colección de 1994 Nunca vi otra mariposa, que lleva el nombre del poema del joven Pavel Friedmann que estuvo recluido en el campo.

## Galería

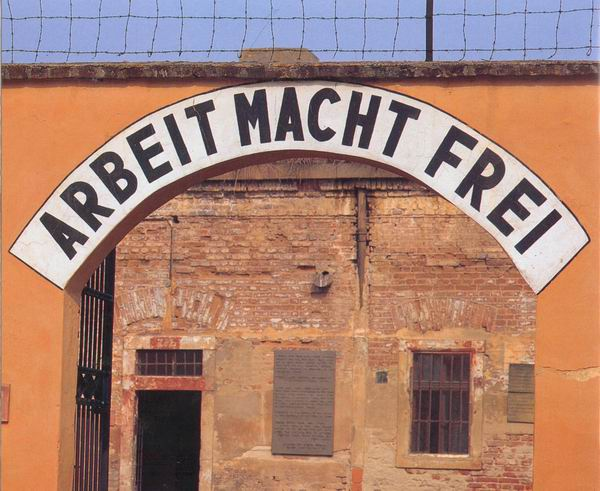
Puerta con el eslogan Arbeit macht frei en la pequeña fortaleza
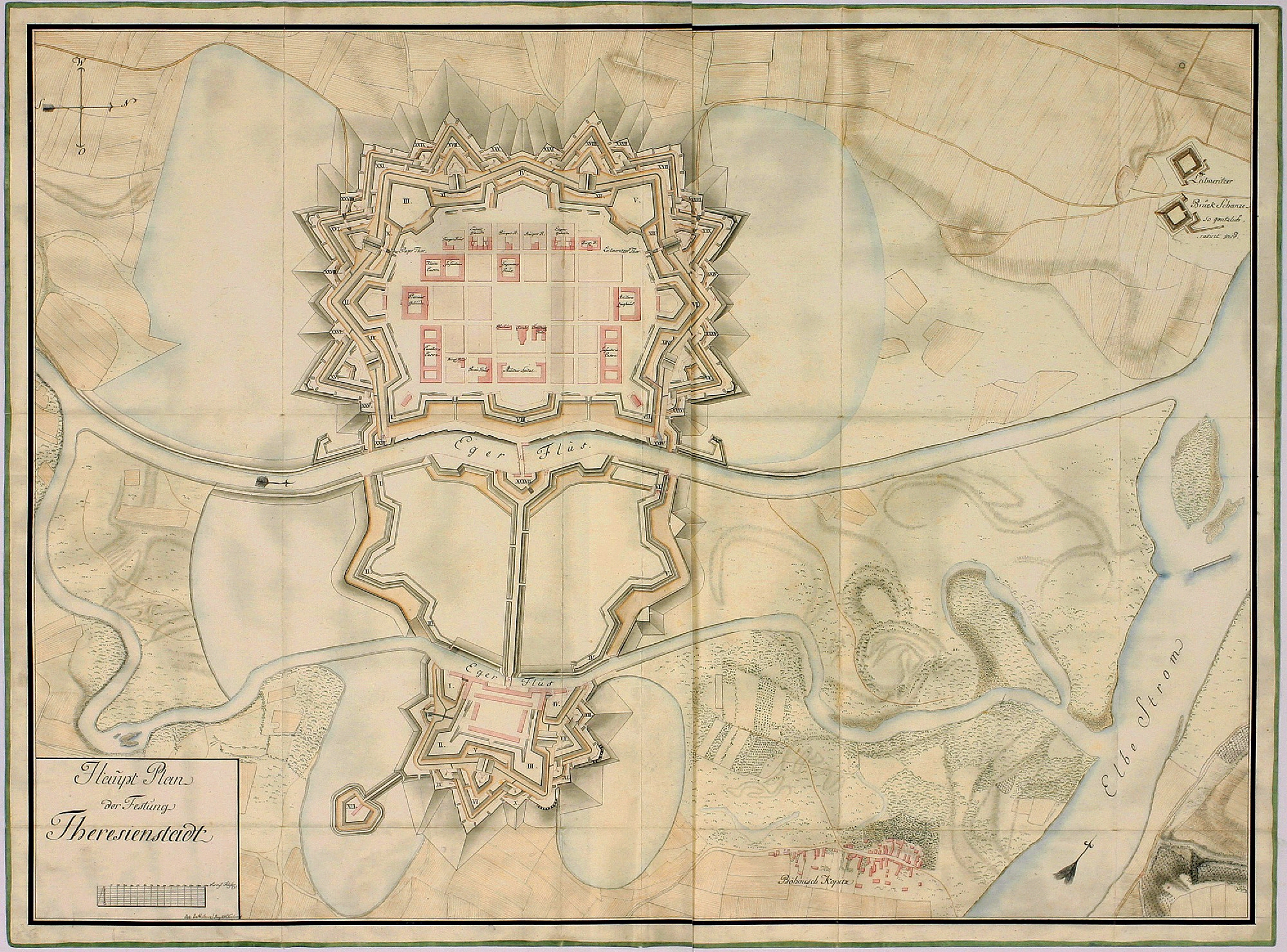
Mapa de Terezín (1790); El norte a la derecha. Se puede ver la muralla de la ciudad y la fortaleza debajo.
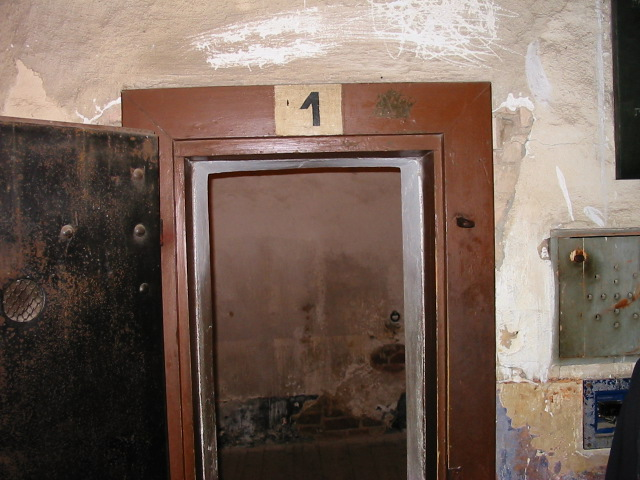
La celda donde estuvo encerrado Gavrilo Princip
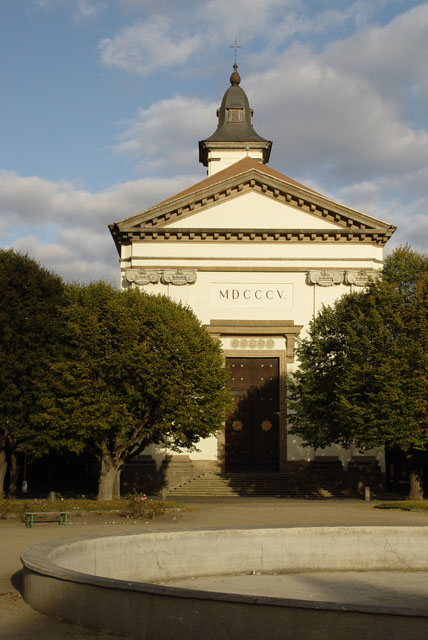
Iglesia de la ciudad
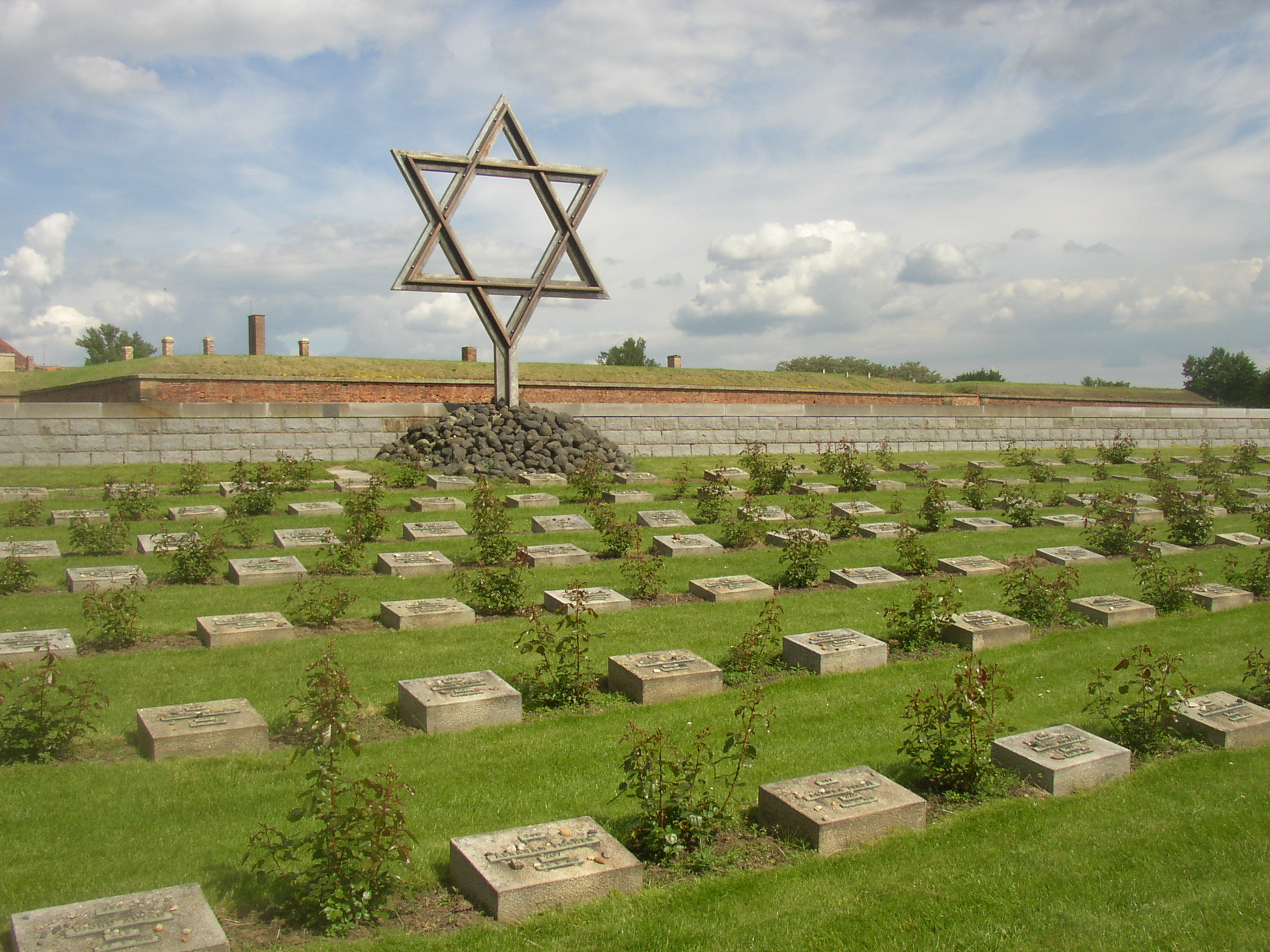
Cementerio judío
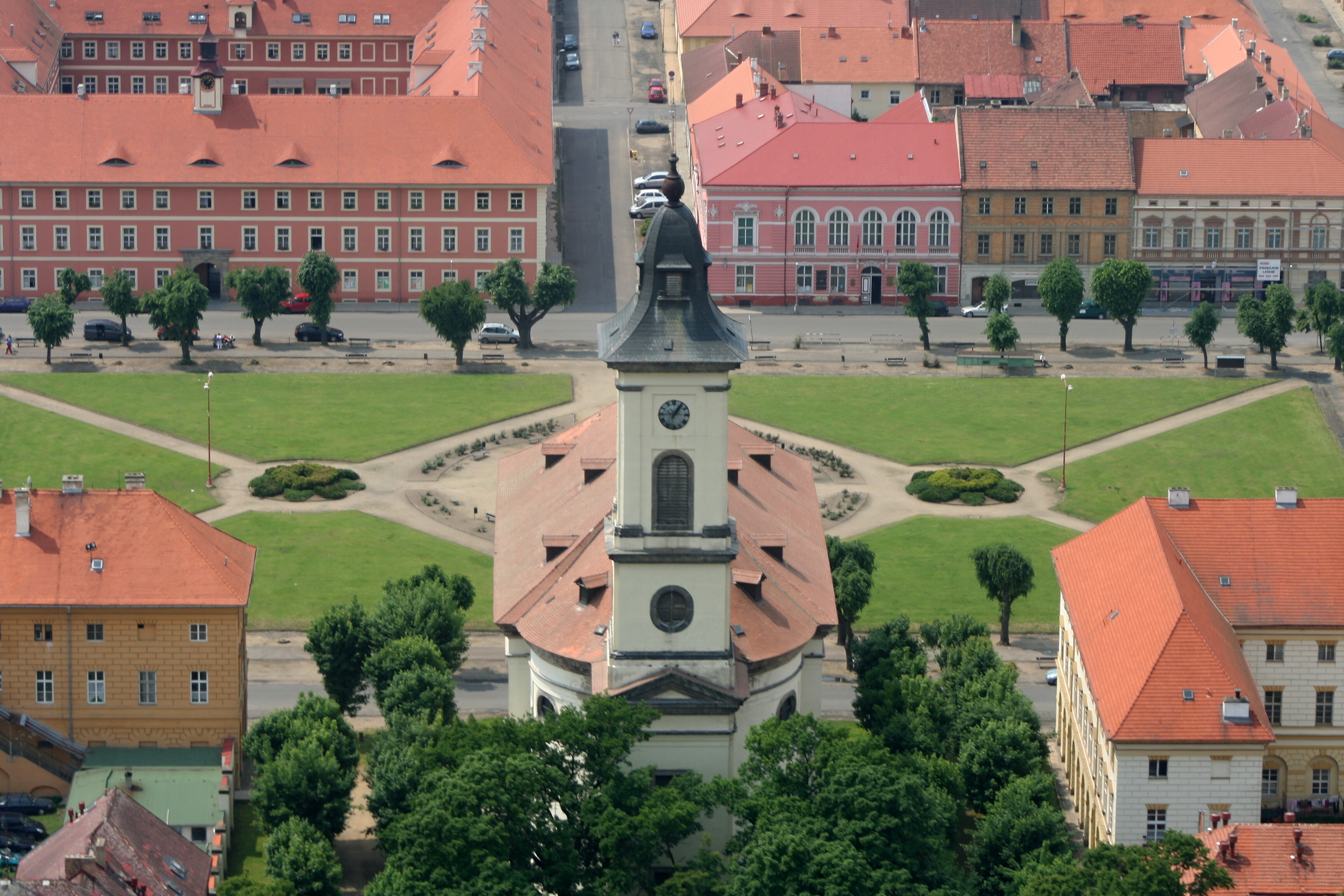
Iglesia de la Resurrección